# Christophe Grégoire (cestista)
Christophe Grégoire (Bordeaux, 3 febbraio 1957) è un ex cestista francese.

## Carriera
Con la Francia ha disputato i Campionati europei del 1985.